# في الخزانة (فلم)
في الخزانة (بالإنجليزية: In The Cupboard) هو فيلم درامي نيجيري. يروي الفيلمُ قصّة امرأةٍ تلتقي بأطفالها مرة أخرى بعد وفاة زوجها ثمّ تحصلُ الكثير من الأحداث التي تُغيّر مسار حياة الأسرة بل وتُقلبه رأسًا على عقبٍ في أحيانٍ أخرى.